# Барлакуль
Барлакуль— деревня в Здвинском районе Новосибирской области. Входит в состав Лянинского сельсовета.

## География
Площадь деревни — 87 гектаров.

## История
Основана в 1826 году. В 1928 года состояла из 184 хозяйств, основное население — украинцы. В административном отношении деревня являлась центром Барлакульского сельсовета Баклушевского района Барабинского округа Сибирского края.

## Население
| 1926 | 2002 | 2007 | 2010 |
| ---- | ---- | ---- | ---- |
| 998  | ↘228 | ↘217 | ↘170 |

## Инфраструктура
В деревне по данным на 2007 год функционируют 1 учреждение здравоохранения, 1 образовательное учреждение.